# Xã Wood River, Quận Hall, Nebraska
Xã Wood River (tiếng Anh: Wood River Township) là một xã thuộc quận Hall, tiểu bang Nebraska, Hoa Kỳ. Năm 2010, dân số của xã này là 1.641 người.